# Hans Lindman
Nils Hans Lindman, född 6 september 1884 i Uppsala, död 24 januari 1957 i Uppsala, var en svensk amatörfotbollsspelare (mittfältare) som var en av spelarna som deltog i Sveriges allra första landskamp, mot Norge i Göteborg, 12 juli 1908. 
Lindman blev sedan också uttagen i den svenska fotbollstruppen till OS i London 1908 där han spelade i Sveriges två matcher i turneringen – som dock båda slutade med förlust. 
Lindman var också bandyspelare på hög nationell nivå med sammanlagt fem SM-tecken för sitt IFK Uppsala under åren 1907–1913..
Lindman, som under sin klubbkarriär också i fotboll tillhörde IFK Uppsala, spelade under åren 1908–1911 sammanlagt sju fotbollslandskamper (0 mål).
Hans Lindman är begravd på Uppsala gamla kyrkogård.

## Karriärstatistik

### Landslag
| Landslag | År     | Matcher | Mål |
| -------- | ------ | ------- | --- |
| Sverige  |        |         |     |
| 1908     | 6      | 0       |     |
| 1911     | 1      | 0       |     |
| Totalt   | Totalt | 7       | 0   |

## Meriter

### Fotboll

#### I landslag
Sverige
- Uttagen till OS: 1908 (spelade i Sveriges båda matcher)
- 7 landskamper, 0 mål

#### I klubblag
IFK Uppsala
- SM-final (2): 1907, 1908

### Bandy

#### I klubblag
IFK Uppsala
- Svensk mästare (5): 1907, 1910, 1911, 1912, 1913

#### I landslag
Sverige
- Minst 1 A-landskamp (landslagsspel för Sveriges del startade först 1919)

### Webbkällor
- Profil på SOK.se
- Lista på landskamper, svenskfotboll.se, läst 2013 02 20
- "Olympic Football Tournament London 1908", fifa.com, läst 2013 02 20